# Buchanan River
Der Buchanan River ist ein Fluss in der Wheatbelt-Region im Südwesten des australischen Bundesstaates Western Australia.

## Geografie
Der Fluss entspringt in der Yockrikine Range und fließt nach Westen bis zum Muggerraggin Rock. Dort wendet er seinen Lauf nach Südwesten und mündet bei Piesseville nördlich von Wagin in den Arthur River.
Das gesamte Flusstal besteht aus welligem Hügelland, das früher mit Eukalyptus- und Kasuarinenwald bewachsen war. Dieser Wald musste größtenteils landwirtschaftlicher Nutzung weichen.

## Geschichte
Der Fluss wurde 1835 von Landvermesser General John Septimus Roe nach dem Londoner Walter Buchanan benannt, der in enger Verbindung mit der Swan River Colony stand.